# Kleszcz (raper)
Kleszcz, właściwie Łukasz Stępień (ur. 15 września 1988 w Tarnowskich Górach) – polski raper, autor tekstów i przedsiębiorca, właściciel wydawnictwa Horrec.
Współpracował z takimi wykonawcami jak AbradAb, Rahim, K2, Lilu, Skorup, Pokahontaz, Dino, DJ Bambus, Kopruch, Tymek, czy Buka.

## Życiorys
Pierwsze kroki w muzyce stawiał w 2002 roku, będąc jeszcze nastolatkiem. Wraz ze znajomymi założył Eref Crew. Dwa lata później nawiązał znajomość ze Stachem – raperem i producentem z Knurowa. Dzięki ich współpracy powstał Znak Zapytania. Po wielu nieopublikowanych nagraniach, w 2010 roku postanowił nagrać album wraz ze swym bratem Sitem. Krążek zatytułowany Siła rażenia został dobrze przyjęty przez lokalnych słuchaczy rapu. Przełomem w twórczości Kleszcza okazał się Yram Yracz – płyta stworzona w 2013 roku ze Stachem. Dzięki niej raper dostał się do MaxFloLabu, czyli inicjatywy wytwórni MaxFloRec, mającej na celu promocję mniej znanych artystów. Pod koniec 2014 roku został oficjalnym członkiem MaxFlo.
Pierwszym legalnym, a zarazem eksperymentalnym albumem duetu Kleszcza & DiNO jest HorRYM JESTem. Zawiera 16 utworów utrzymanych w baśniowej konwencji. Wokalnie udzielają się K2, Lilu, Skorup, Luk Step i Sit. DJ Hopbeat i DJ Bambus zadbali o skrecze.
Następnym albumem, wydanym w 2017 roku jest Cyrk na qłq. Wydawnictwo zawiera 14 utworów. Za ich produkcję odpowiada DiNO. Gościnnie pojawiają się twórcy tacy jak: Rahim, Buka, Kopruch czy DJ Bambus.
Jesienią 2018 roku ukazał się Czerń i biel. Jest to pierwszy solowy album artysty. Do współpracy zaprosił wielu producentów, a w nagraniach płyty wzięło udział kilku gości takich, jak: Rahim, Tymek, Kopruch, FBS, Sit oraz Dejlu.
Pod koniec sierpnia 2019 roku wydał album studyjny, zatytułowany Aneks, nagrany z producentem DiNO.

## Dyskografia

### Albumy
| Rok  | Dane dot. albumu | Pozycja na liście |
| Rok  | Dane dot. albumu | POL               |
| ---- | --- | ----------------- |
| 2010 | Siła rażenia (oraz Sit) - Data: 2010 - Wydawca: brak (nielegal) - Format: CD, digital download                                  | –                 |
| 2013 | Yram Yracz (oraz Stachu) - Data: 2013 - Wydawca: MaxFloLab - Format: CD, digital download                                       | –                 |
| 2013 | Yram Yracz 2 (oraz Stachu) - Data: 2013 - Wydawca: MaxFloLab - Format: CD, digital download                                     | –                 |
| 2015 | HorRYM JESTem (oraz DiNO) - Data: 12 czerwca 2015 - Wydawca: MaxFloRec - Format: CD, digital download                           | 31                |
| 2017 | Cyrk na qłq (oraz DiNO) - Data: 7 kwietnia 2017 - Wydawca: MaxFloRec - Format: CD, digital download                             | 20                |
| 2018 | NDKE - Najgorszy Dobór Ksywek Ever (oraz Kopruch) - Data: 2018 maj - Wydawca: HORREcTV - Format: CD, digital download           | –                 |
| 2018 | Czerń i biel - Data: 14 września 2018 - Wydawca: MaxFloRec - Format: CD, digital download                                       | 8                 |
| 2019 | NDKE 2 - Najgorszy Dobór Ksywek Ever 2 (oraz Kopruch) - Data: 7 czerwca 2019 - Wydawca: HORREcTV - Format: CD, digital download | –                 |
| 2019 | Aneks (oraz DiNO) - Data: 30 sierpnia 2019 - Wydawca: MaxFloRec - Format: CD, digital download                                  | 18                |
| 2020 | 7G (oraz Opał) - Data: 9 marca 2020 - Wydawca: MaxFloRec - Format: CD, digital download                                         | 47                |
| 2020 | ARKanoid (oraz Abradab i Rahim) - Data: 13 listopada 2020 - Wydawca: MaxFloRec - Format: CD, digital download                   | 7                 |
| 2021 | NDKE 3 (oraz Kopruch) - Data: 9 lipca 2021 - Wydawca: MaxFloRec / HORREcTV - Format: CD, digital download                       | 29                |
| 2021 | Nie ma płyta - Data: 3 grudnia 2021 - Wydawca: HORREcTV - Format: CD, digital download                                          | 35                |

### Inne
| Rok  | Album                                            | Uwagi                                       | Źródło |
| ---- | ------------------------------------------------ | ------------------------------------------- | ------ |
| 2014 | Anatomia – K2                                    | gościnnie rap w utworze „FTS”               | [ 24 ] |
| 2014 | Reversal – Pokahontaz                            | gościnnie rap w utworze „Desperado2”        | [ 25 ] |
| 2014 | Blackbox – Ceema                                 | gościnnie rap w utworze „Lobotomy”          | [ 26 ] |
| 2015 | Psychoragga – Naser                              | gościnnie rap w utworze „Instynkt”          | [ 27 ] |
| 2015 | Optymistycznie – Buka & Rahim                    | gościnnie rap w utworze „Ruletka”           | [ 28 ] |
| 2016 | Stopy i werble – Christofer Luca                 | gościnnie rap w utworze „Laboratorium”      | [ 29 ] |
| 2016 | Poziom i Pion / Dwadzieścia cztery trzy – Ezdode | gościnnie rap w utworze „Oddaj mi tlen”     | [ 30 ] |
| 2017 | Senna powieka – Jano Polska Wersja               | gościnnie rap w utworze „Tsunami”           | [ 31 ] |
| 2017 | Eka Pierwiastki – Loa Karma                      | gościnnie rap w utworze „To dla wszystkich” | [ 32 ] |
| 2017 | Eka Pierwiastki – Loa Karma                      | gościnnie rap w utworze „Chłopiec”          | [ 33 ] |

## Teledyski
| Rok  | Tytuł                                                           | Reżyseria/Realizacja                         | Album           | Źródło |
| ---- | --------------------------------------------------------------- | -------------------------------------------- | --------------- | ------ |
| 2013 | „Ryba”                                                          | Ludyga Patryk                                | Yram Yracz      | [ 34 ] |
| 2013 | „Wielka bomba” (oraz Kuba Nycz)                                 | –                                            | Yram Yracz      | [ 35 ] |
| 2013 | „Czary mary & Yram Yracz”                                       | AG Studio/Adam Gawenda                       | Yram Yracz      | [ 36 ] |
| 2013 | „Zaraza”                                                        | Rap One Shot                                 | –               | [ 37 ] |
| 2013 | „To dla wszystkich” – Loa Karma                                 | Radek Bereś                                  | Eka Pierwiastki | [ 32 ] |
| 2013 | „OMG”                                                           | Ace of Art                                   | –               | [ 38 ] |
| 2014 | „Perpetuum mobile”                                              | Radosław Bereś                               | –               | [ 39 ] |
| 2014 | „#Hot16Challenge”                                               | –                                            | –               | [ 40 ] |
| 2014 | „Desperado2” (oraz Pokahontaz, gościnnie: Buka i DiNO)          | AG Studio/Adam Gawenda                       | Reversal        | [ 25 ] |
| 2014 | „Szukaj mnie” (oraz DiNO)                                       | Przedmarańcza/Aleksander „Kopruch” Kozłowski | HorRYM JESTem   | [ 41 ] |
| 2015 | „Brudne południe Cypher vol.8”                                  | Salty Skills Films. oraz MADE by MIND        | –               | [ 42 ] |
| 2015 | „HorRYM” (oraz DiNO)                                            | Przedmarańcza/Aleksander „Kopruch” Kozłowski | HorRYM JESTem   | [ 41 ] |
| 2015 | „Spacer” (oraz DiNO, gościnnie: Lilu)                           | Przedmarańcza/Aleksander „Kopruch” Kozłowski | HorRYM JESTem   | [ 43 ] |
| 2015 | „Made In China” (oraz DiNO)                                     | Ace of Art                                   | HorRYM JESTem   | [ 44 ] |
| 2015 | „Instynkt”                                                      | Ace of Art                                   | Psychoragga     | [ 27 ] |
| 2015 | „Labirynt” (oraz DiNO)                                          | Kleszcz & DiNO oraz Aleksandra Brych         | –               | [ 45 ] |
| 2016 | „ILUMINACIsną bzdur” (oraz DiNO)                                | Ace of Art                                   | HorRYM JESTem   | [ 46 ] |
| 2016 | „4 ściany wyobraźni” (oraz DiNO)                                | Marcin Czerwiak/Improbros                    | Cyrk na qłq     | [ 47 ] |
| 2016 | „Ja i ty...” (oraz Czeski i Bejf)                               | Michał Schwierc SCH Media oraz Ace of Art    | Bitwa prawna    | [ 48 ] |
| 2016 | „Między piekłem a niebem” (oraz DiNO, gościnnie: Rahim)         | Przedmarańcza/Aleksander „Kopruch” Kozłowski | Cyrk na qłq     | [ 49 ] |
| 2016 | „W obliczu sprawy takiej”                                       | Piotr Bartos/Manifiesta                      | RAPocztówka     | [ 50 ] |
| 2017 | „Freak show” (oraz DiNO, gościnnie: Kopruch)                    | Ace of Art                                   | Cyrk na qłq     | [ 51 ] |
| 2017 | „Ziemski teatr” (oraz DiNO)                                     | Ace of Art                                   | Cyrk na qłq     | [ 52 ] |
| 2017 | „Nie płacz” (oraz DiNO)                                         | Ace of Art                                   | Cyrk na qłq     | [ 53 ] |
| 2017 | „Bajka o kolorach” (oraz DiNO)                                  | Przedmarańcza/Aleksander „Kopruch” Kozłowski | Cyrk na qłq     | [ 54 ] |
| 2017 | „Welcome” (oraz DiNO)                                           | Sick Works Team                              | Cyrk na qłq     | [ 55 ] |
| 2017 | „Tornada” (oraz DiNO)                                           | Sick Works Team                              | Cyrk na qłq     | [ 56 ] |
| 2017 | „Latarnia morska” (oraz DiNO)                                   | Sick Works Team                              | Cyrk na qłq     | [ 57 ] |
| 2017 | „Peter Pan” (oraz DiNO, gościnnie: Buka)                        | Sick Works Team                              | Cyrk na qłq     | [ 58 ] |
| 2017 | „Bajka o motylku” (oraz DiNO)                                   | Sick Works Team                              | Cyrk na qłq     | [ 59 ] |
| 2017 | „Żyletą tą” (oraz DiNO)                                         | Tworzywo                                     | Cyrk na qłq     | [ 60 ] |
| 2017 | „Włóczykij” (oraz DiNO)                                         | Tworzywo                                     | Cyrk na qłq     | [ 61 ] |
| 2017 | „Z buta w drzwi” – Pokahontaz (gościnnie: Łukasz Stępień)       | Przedmarańcza/Aleksander „Kopruch” Kozłowski | REset           | [ 62 ] |
| 2018 | „Kartka” (oraz Kopruch)                                         | Przedmarańcza/Aleksander „Kopruch” Kozłowski | NDKE            | [ 63 ] |
| 2018 | „Protagoniści” (oraz Kopruch)                                   | Przedmarańcza/Aleksander „Kopruch” Kozłowski | NDKE            | [ 64 ] |
| 2018 | „Życzę Ci” (oraz Kopruch)                                       | Przedmarańcza/Aleksander „Kopruch” Kozłowski | NDKE            | [ 65 ] |
| 2018 | „Pustak” (oraz Kopruch)                                         | Przedmarańcza/Aleksander „Kopruch” Kozłowski | NDKE            | [ 66 ] |
| 2018 | „Mówili mi”                                                     | Radosław Bereś/Ace of Art                    | Czerń i biel    | [ 67 ] |
| 2018 | „Przestrzeń”                                                    | Icon Art                                     | Czerń i biel    | [ 17 ] |
| 2018 | „Dużo nie wiem” (gościnnie: Rahim)                              | Przedmarańcza/Aleksander „Kopruch” Kozłowski | Czerń i biel    | [ 68 ] |
| 2018 | „Próba luster”                                                  | 4Eyes Films                                  | Czerń i biel    | [ 69 ] |
| 2018 | „Ciało to narzędzie”                                            | Videoflow Media                              | Czerń i biel    | [ 70 ] |
| 2018 | „Pogarda” (gościnnie: Fat Brutal Sound)                         | Ace of Art                                   | Czerń i biel    | [ 71 ] |
| 2018 | „Intro”                                                         | Ace of Art                                   | Czerń i biel    | [ 72 ] |
| 2018 | „Nie bój się” (gościnnie: Tymek)                                | 4 Eyes Films                                 | Czerń i biel    | [ 73 ] |
| 2018 | „Pozdro bez” (gościnnie: Sit, Kopruch, Fat Brutal Sound, Dejlu) | Krzysztof Kruk                               | Czerń i biel    | [ 74 ] |
| 2018 | „Miłego dnia”                                                   | Ace of Art                                   | Czerń i biel    | [ 75 ] |
| 2018 | „Martwy dom”                                                    | Tworzywo                                     | Czerń i biel    | [ 76 ] |